# 釘﨑創建
有限会社釘﨑創建（くぎざきそうけん）は宮崎県都城市の造園、土木会社。
宮崎県、鹿児島県を主な施工エリアとしている。

## 沿革
- 1976年 - 宮崎県都城市に釘崎造園創業。
- 1982年 - 県知事許可。
- 1995年 - エクステリア（外構）を主体としたシティ・アート創業。
- 2000年 - 組織変更により現在の社名に変更。
- 2006年 - 創業30周年。

## シティ・アート公式ホームページ
- シティ・アート公式ホームページ[リンク切れ]